# Écluse de Brouwer
L' écluse de Brouwer (en néerlandais Brouwerssluis) est une écluse dans le Brouwersdam entre le Grevelingenmeer et la mer du Nord.

## Historique et rôle
Lorsque la construction du Brouwersdam a été achevée en 1971, le Grevelingenmeer a été séparé de la mer. La disparition de l'effet de marée allait signifier l'extinction de nombreuses espèces, et la venue de nouvelles.
Dans les 70 années, il a été décidé de construire une écluse. Le 31 mai 1974, l'appel d'offres a été lancé. L'inauguration a eu lieu le 1er juin 1978, et l'écluse mise en service en juillet de la même année.

## Fonctionnement
De septembre à décembre, le Brouwerssluis reste ouvert.
Les nombreux pêcheurs attrapent de nombreuses espèces, du hareng en particulier.